# Atractus vertebralis
Atractus vertebralis este o specie de șerpi din genul Atractus, familia Colubridae, descrisă de Boulenger 1904. Conform Catalogue of Life specia Atractus vertebralis nu are subspecii cunoscute.